# Deutsche Cadre-71/2-Meisterschaft 1975/76

Veranstaltungsort: Essen

Die Deutsche Cadre-71/2-Meisterschaft 1975/76 ist eine Billard-Turnierserie und fand vom 17. bis zum 19. Oktober 1975 in Essen zum 28. Mal statt.

## Geschichte
In der deutschen Billard-Zeitung Billard Sport gab es von dieser Meisterschaft keine Informationen. Nur in der Jahreszusammenfassung im September 1976 gab es eine Endtabelle. Die ersten drei Plätze waren die gleichen wie im Vorjahr.

## Modus
Erst wurde in zwei Gruppen im Round-Robin-Modus gespielt. Danach im K.-o.-System bis zur Entscheidung. Alle Matches wurden im Satzsystem bis 100 Punkte gespielt. Danach gab es eine Zwischenrunde, in der sich die besten Vier für die Endrunde qualifizierten. Platz sieben wurde ausgespielt.
Die Endplatzierung ergab sich aus folgenden Kriterien:
1. Matchpunkte
2. Generaldurchschnitt (GD)
3. Bester Einzeldurchschnitt (BED)
4. Höchstserie (HS)

## Teilnehmer (alphabetisch)
1. Dieter Müller (Billardakademie Berlin) (Titelverteidiger)
2. Klaus Hose (DBC Bochum 1926)
3. Werner Naruhn (BC Feldmark 34 Gelsenkirchen)
4. Günter Siebert (Billardfreunde Altenessen-Süd)
5. Peter Sporer (BSV München)
6. Thomas Wildförster (BSV Velbert)
7. Dieter Wirtz (Düsseldorfer Billardfreunde 54)
8. Franz Wolf (Kölner BC 1908)

### Abschlusstabelle
| Klassement             | Klassement         | Klassement | Klassement | Klassement | Klassement | Klassement | Klassement | Klassement |
| Platz                  | Name               | MP         | GD         | BED        | BSD        | HS         |            |            |
| ---------------------- | ------------------ | ---------- | ---------- | ---------- | ---------- | ---------- | ---------- | ---------- |
| 1                      | Dieter Müller      | 12:0       | 28,51      | 66,66      | 100,00     | 100        |            |            |
| 2                      | Klaus Hose         | 10:2       | 20,66      | 33,33      | 50,00      | 93         |            |            |
| 3                      | Günter Siebert     | 8:4        | 13,15      | 20,00      | 50,00      | 67         |            |            |
| 4                      | Dieter Wirtz       | 4:8        | 15,88      | ?          | 50,00      | 100        |            |            |
| 5                      | Peter Sporer       | 2:6        | 14,41      | 16,66      | 33,33      | 71         |            |            |
| 6                      | Franz Wolf         | 2:6        | 9,33       | ?          | 33,33      | 53         |            |            |
| 7                      | Thomas Wildförster | 2:6        | 12,13      | 13,63      | 20,00      | 43         |            |            |
| 8                      | Werner Naruhn      | 0:8        | 8,49       | –          | 9,09       | 43         |            |            |
| Turnierdurchschnitt: ? |                    |            |            |            |            |            |            |            |